# Sky Trails
Sky Trails è il sesto album in studio da solista del musicista statunitense David Crosby, pubblicato nel 2017.
È il terzo album di Crosby in meno di quattro anni, laddove i suoi primi tre lavori solisti sono apparsi nell'arco di 22 anni. Tra i musicisti presenti all'interno dell'album ci sono il produttore e polistrumentista, nonché figlio di Crosby, James Raymond e il chitarrista Jeff Pevar. Entrambi avevano già collaborato con Crosby per il progetto CPR.
Tutti gli strumenti del brano "Somebody Home", composto dallo stesso Crosby, sono stati suonati dalla band fusion Snarky Puppy (Michael League, il leader della band, ha prodotto il precedente disco di Crosby, Lighthouse).
L'album presenta una cover di "Amelia", canzone originariamente composta e interpretata da Joni Mitchell per il suo lavoro del 1976, Hejira.

## Tracce
1. She's Gotta Be Somewhere – 4:47 (James Raymond)
2. Sky Trails – 4:51 (David Crosby, Becca Stevens)
3. Sell Me a Diamond – 5:29 (David Crosby, James Raymond)
4. Before Tomorrow Falls on Love – 3:52 (David Crosby, Michael McDonald)
5. Here It's Almost Sunset – 3:54 (David Crosby, Mai Agan)
6. Capitol – 6:58 (David Crosby, James Raymond)
7. Amelia – 5:39 (Joni Mitchell)
8. Somebody Home – 4:39 (David Crosby)
9. Curved Air – 4:45 (David Crosby, James Raymond)
10. Home Free – 5:41 (David Crosby, James Raymond)